# Gli sgangheroni
Gli sgangheroni (Brain Donors) è un film del 1992, remake dalla pellicola Una notte all'opera dei fratelli Marx.

## Trama
Per adempiere alle ultime volontà del suo defunto marito la ricca ed anziana ereditiera Lillian Oglethorpe decide di istituire una compagnia di danza classica e a tale scopo si affida all'aiuto del bizzarro e logorroico avvocato Roland T. Flakfizer. Costui, aiutato dal silente giardiniere tuttofare Jacques e dall'iroso tassista Rocco cerca in tutti i modi di scritturare i giovani Alan e Lisa ma viene osteggiato dal perfido consigliere di Lillian Edmond Lazlo che ha dalla sua l'appoggio del famoso e arrogante ballerino Roberto Volare. La "sfida finale" si consumerà durante la "prima" del balletto a teatro, che verrà sconvolta con furia iconoclasta dal terzetto di sabotatori.

## Curiosità
- Negli Stati Uniti, nonostante il flop al botteghino, il film ha riscosso attenzione nel mercato dell'home video diventando fenomeno di culto.
- Nonostante le molte differenze con il prototipo dei fratelli Marx il film conserva alcune gag dell'originale, come il camerino che si riempie di persone all'inverosimile.